# Andrézieux-Bouthéon
Andrézieux-Bouthéon település Franciaországban, Loire megyében. Lakosainak száma 10 312 fő (2022. január 1.). Andrézieux-Bouthéon Veauchette, Veauche, Bonson, La Fouillouse, Saint-Bonnet-les-Oules, Saint-Cyprien és Saint-Just-Saint-Rambert községekkel határos.

## Népesség
A település népességének változása:
| Lakosok száma | 3952 | 8877 | 9407 | 9508 | 9844 | 9947 | 9790 | 9963 | 10 108 | 10 312 |
|               | 1968 | 1982 | 1990 | 2006 | 2013 | 2015 | 2017 | 2019 | 2020   | 2022   |